# بلفونتاین (اوهایو)
بلفونتاین(به انگلیسی: Bellefontaine) شهری در ایالت اوهایو کشور ایالات متحده آمریکا است که جمعیت آن در سرشماری سال ۲۰۱۰ میلادی، ۱۳٬۳۷۰ نفر بوده‌است.